# جردس جراري
جردس جراري هي قرية في الجبل الأخضر في ليبيا تقع ما بين سلنطة، وتناملو. سُميت جردس جراري نسبة إلى قبيلة جراري التي تسكنها، وتمييزاً لها عن قرية جردس العبيد قرب المرج.